# Anna Wallander
Anna Wallander, född 11 oktober 1965, är en svensk skådespelare.
Wallander har varit engagerad vid bland annat Teater Galeasen, Dramaten, Riksteatern och Teater Giljotin.
Utöver teatern har Wallander dessutom medverkat i ett antal filmproduktioner. Hon debuterade 1996 i kortfilmen Den röda fläcken. Bland övriga roller märks Vivianne i Hela härligheten (1998), för vilken hon nominerades till en Guldbagge i kategorin Bästa skådespelerska. Hon har även medverkat i filmer som Mamma pappa barn (2003), Patrik 1,5 (2008) och Wallander – Försvunnen (2013).

## Filmografi
- 1996 – Den röda fläcken
- 1998 – Hela härligheten
- 1998 – OP7 (TV-serie)
- 1999 – Stora och små mirakel
- 2001 – Barnsäng
- 2001 – På andra sidan
- 2002 – Utanför din dörr
- 2003 – It's All About Love
- 2003 – Mamma pappa barn
- 2006 – Den som viskar (TV-serie)
- 2006 – Mästerverket (TV-serie)
- 2008 – Kungamordet (TV-serie)
- 2008 – Patrik 1,5
- 2010 – Under snön
- 2011 – Anno 1790 (TV-serie)
- 2011 – Utan snö
- 2013 – Den fördömde
- 2013 – Inte flera mord
- 2013 – Om jag vore
- 2013 – Wallander – Försvunnen
- 2015 – Jordskott (TV-serie)
- 2016 – Springfloden (TV-serie)
- 2018 – Morden i Sandhamn (TV-serie)
- 2018 – Videomannen
- 2018 – Systrar 1968 (TV-serie)

## Teater

### Roller (ej komplett)
| År   | Roll                                           | Produktion | Regi           | Teater                   |
| ---- | ---------------------------------------------- | --- | -------------- | ------------------------ |
| 2004 |                                                | Prinsessdramer                                                                                                  |                | Teater Galeasen          |
| 2005 |                                                | Pelikanen |                | Teater Galeasen          |
| 2006 | Mielein Hungermutti Salomé von Schändung-Dreck | Klaus ont Erika Lucas Svensson                                                                                  | Staffan Roos   | Dramaten                 |
| 2007 |                                                | Monolog 2 Beatrice                                                                                              |                | Teater Galeasen          |
| 2007 |                                                | Night Order Book                                                                                                |                | Teater Galeasen          |
| 2008 |                                                | Rikoschett |                | Teater Giljotin          |
| 2008 |                                                | Bländverk |                | Teater Giljotin          |
| 2008 |                                                | Det kommunistiska manifestet                                                                                    |                | Teater Galeasen          |
| 2010 |                                                | Familjen Tracy Letts                                                                                            | Peter Dalle    | Göteborgs stadsteater    |
| 2011 |                                                | Bön för Tjernobyl                                                                                               |                | Riksteatern              |
| 2014 |                                                | Den besynnerliga händelsen med hunden om natten (The Curious Incident of the Dog in the Night-time) Mark Haddon | Sara Giese     | Örebro länsteater        |
| 2016 | Fru Montague                                   | Romeo och Julia William Shakespeare                                                                             | Linus Tunström | Kulturhuset Stadsteatern |
| 2017 | Lotten                                         | Hemsöborna August Strindberg                                                                                    | Stefan Metz    | Kulturhuset Stadsteatern |